# Nordirische Fußballnationalmannschaft
Die nordirische Fußballnationalmannschaft ist die Auswahlmannschaft der Irish Football Association. Sie gehört mit den drei anderen britischen Auswahlen zu den ältesten Fußballnationalmannschaften der Welt. Bis zur Teilung Irlands Anfang der 1920er Jahre war die Auswahl eine gesamtirische. Die meisten Nationalspieler stehen traditionell in den schottischen und englischen Profiligen unter Vertrag.

## Geschichte
Die Irish Football Association (IFA) wurde bereits 1880 gegründet und trat 1911 der FIFA bei. Bis 1921 war der Verband für das gesamte Irland als Teil des Vereinigten Königreichs zuständig, die Auswahl trat als irische Nationalmannschaft zu Länderspielen an. Erst seit der Teilung Irlands 1920/21 ist die IFA der Verband Nordirlands. Die Nationalmannschaft vertrat zwischen 1921/23 und 1950 zwar de facto ebenfalls nur Nordirland; nach ihren Statuten hielt sie sich – ähnlich dem Verband des Irischen Freistaates – für Gesamtirland zuständig, so dass bis in die 1950er Jahre Fußballer aus ganz Irland in beiden irischen Auswahlmannschaften spielten. Erst Mitte der 1950er Jahre unterband die FIFA diese Praxis.

## Nordirland bei Weltmeisterschaften
| 1930 in Uruguay        | nicht teilgenommen |
| 1934 in Italien        | nicht teilgenommen |
| 1938 in Frankreich     | nicht teilgenommen |
| 1950 in Brasilien      | nicht qualifiziert |
| 1954 in der Schweiz    | nicht qualifiziert |
| 1958 in Schweden       | Viertelfinale      |
| 1962 in Chile          | nicht qualifiziert |
| 1966 in England        | nicht qualifiziert |
| 1970 in Mexiko         | nicht qualifiziert |
| 1974 in Deutschland    | nicht qualifiziert |
| 1978 in Argentinien    | nicht qualifiziert |
| 1982 in Spanien        | Zwischenrunde      |
| 1986 in Mexiko         | Vorrunde           |
| 1990 in Italien        | nicht qualifiziert |
| 1994 in den USA        | nicht qualifiziert |
| 1998 in Frankreich     | nicht qualifiziert |
| 2002 in Südkorea/Japan | nicht qualifiziert |
| 2006 in Deutschland    | nicht qualifiziert |
| 2010 in Südafrika      | nicht qualifiziert |
| 2014 in Brasilien      | nicht qualifiziert |
| 2018 in Russland       | nicht qualifiziert |
| 2022 in Katar          | nicht qualifiziert |

- WM 1958 in Schweden
  - Nordirland wurde in die Gruppe 1 gelost und traf dort auf Titelverteidiger Deutschland, die starken Argentinier und die Tschechoslowakei. Nach einem 1:0-Sieg über die Tschechen und einer 1:3-Niederlage gegen Argentinien, spielte die Mannschaft in einem spannenden Spiel 2:2 gegen Deutschland. Über ein Entscheidungsspiel gegen die Tschechoslowakei zog die Mannschaft nach einem 2:1-Erfolg nach Verlängerung ins Viertelfinale ein. Dort unterlag man dem späteren Dritten Frankreich mit 0:4.
- WM 1982 in Spanien
  - Nach 24 Jahren Abwesenheit auf der internationalen Bühne kehrte Nordirland 1982 furios zurück. In der Vorrunde setzte sich das Team gegen Jugoslawien und Honduras durch und zog nach einem 1:0-Überraschungserfolg über Gastgeber Spanien in die Zweite Finalrunde ein. Dort war, nach einem 2:2 gegen Österreich, Frankreich zu stark für die Nordiren. Die Mannschaft um Michel Platini bezwang Nordirland mit 4:1 und wurde später Vierter.
- WM 1986 in Mexiko
  - In Mexiko nahm Nordirland zum bisher letzten Mal an einer WM teil, kam jedoch nicht über die Vorrunde hinaus. Zunächst erreichte die Mannschaft ein 1:1 gegen Algerien, um dann gegen Spanien mit 1:2 und gegen Brasilien mit 0:3 zu verlieren.

## Nordirland bei Europameisterschaften
| 1960 in Frankreich          | nicht teilgenommen |
| 1964 in Spanien             | nicht qualifiziert |
| 1968 in Italien             | nicht qualifiziert |
| 1972 in Belgien             | nicht qualifiziert |
| 1976 in Jugoslawien         | nicht qualifiziert |
| 1980 in Italien             | nicht qualifiziert |
| 1984 in Frankreich          | nicht qualifiziert |
| 1988 in BR Deutschland      | nicht qualifiziert |
| 1992 in Schweden            | nicht qualifiziert |
| 1996 in England             | nicht qualifiziert |
| 2000 in Belgien Niederlande | nicht qualifiziert |
| 2004 in Portugal            | nicht qualifiziert |
| 2008 in Österreich Schweiz  | nicht qualifiziert |
| 2012 in Polen Ukraine       | nicht qualifiziert |
| 2016 in Frankreich          | Achtelfinale       |
| 2021 in Europa              | nicht qualifiziert |
| 2024 in Deutschland         | nicht qualifiziert |

### Fußball-Europameisterschaft 1984
In der Qualifikation zur Fußball-Europameisterschaft 1984 belegte die nordirische Mannschaft nach zwei Siegen über die Bundesrepublik Deutschland punktgleich den zweiten Platz. Nur die bessere Tordifferenz Deutschlands ließ Nordirland scheitern.

### Fußball-Europameisterschaft 2016
In der Qualifikation für die EM 2016 traf Nordirland auf:
- Griechenland
- Ungarn
- Rumänien
- Finnland
- Färöer

Am 8. Oktober 2015 qualifizierte sich die Mannschaft im vorletzten Spiel mit einem 3:1-Sieg gegen Griechenland vorzeitig und direkt für die Teilnahme an der EM-Endrunde in Frankreich. Es war die erste Qualifikation für eine Europameisterschaft sowie die erste für ein großes Turnier seit der WM 1986.
In der Endrunde traf die Mannschaft in Gruppe C auf:
- Deutschland
- Ukraine
- Polen

Mit einem Sieg gegen die Ukraine und zwei Niederlagen gegen Deutschland und Polen erreichte sie den dritten Gruppenrang und als viertbester Gruppendritter das Achtelfinale. Nach einer 1:0-Niederlage gegen die walisische Fußballnationalmannschaft (durch ein Eigentor in der 75. Spielminute durch Gareth McAuley) schieden die Nordiren aus.

## UEFA Nations League
- 2018/19: Liga B, 3. Platz mit 4 Niederlagen (durch Aufstockung der Ligen den Abstieg vermieden)
- 2020/21: Liga B, 4. Platz mit 2 Remis und 4 Niederlagen
- 2022/23: Liga C, 3. Platz mit 1 Sieg, 2 Remis und 3 Niederlagen
- 2024/25: Liga C, 1. Platz mit 3 Siegen, 2 Remis und 1 Niederlage

## Kader der nordirischen Fußballnationalmannschaft
Die folgenden Spieler wurden für die Freundschaftsspiele im März 2025 nominiert.
| Nr. | Pos. | Spieler           | Einsätze | Tore | Verein               |
| --- | ---- | ----------------- | -------- | ---- | -------------------- |
| 23  | TW   | Pierce Charles    | 6        | 0    | Sheffield Wednesday  |
| 1   | TW   | Conor Hazard      | 8        | 0    | Plymouth Argyle      |
| 12  | TW   | Luke Southwood    | 1        | 0    | Bolton Wanderers     |
| 22  | AB   | Ciaron Brown      | 25       | 0    | Oxford United        |
| 2   | AB   | Terry Devlin      | 2        | 0    | FC Portsmouth        |
| 4   | AB   | Aaron Donnelly    | 1        | 0    | FC Dundee            |
| 5   | AB   | Trai Hume         | 20       | 0    | AFC Sunderland       |
| 3   | AB   | Ruairi McConville | 3        | 0    | Norwich City         |
| 17  | AB   | Paddy McNair      | 75       | 7    | San Diego FC         |
| 20  | AB   | Brodie Spencer    | 15       | 0    | Huddersfield Town    |
|     | AB   | Eoin Toal         | 8        | 0    | Bolton Wanderers     |
| 19  | MF   | Shea Charles      | 25       | 0    | Sheffield Wednesday  |
| 16  | MF   | Justin Devenny    | 3        | 0    | Crystal Palace       |
| 10  | MF   | Jamie Donley      | 2        | 0    | Leyton Orient        |
| 7   | MF   | Ethan Galbraith   | 5        | 0    | Leyton Orient        |
| 13  | MF   | Brad Lyons        | 4        | 0    | FC Kilmarnock        |
| 24  | MF   | Ross McCausland   | 5        | 0    | Glasgow Rangers      |
| 14  | MF   | Isaac Price       | 20       | 8    | West Bromwich Albion |
| 6   | MF   | George Saville    | 58       | 0    | FC Millwall          |
| 11  | MF   | Paul Smyth        | 18       | 2    | Queens Park Rangers  |
| 15  | MF   | Jordan Thompson   | 39       | 0    | Stoke City           |
| 9   | ST   | Lee Bonis         | 3        | 0    | ADO Den Haag         |
|     | ST   | Dion Charles      | 28       | 4    | Huddersfield Town    |
| 21  | ST   | Ronan Hale        | 0        | 0    | Ross County          |
| 8   | ST   | Callum Marshall   | 9        | 0    | Huddersfield Town    |
| 18  | ST   | Dale Taylor       | 9        | 0    | Wigan Athletic       |

Stand der Leistungsdaten: 25. März 2025 (Nr. bei den Spielen gegen die Schweiz und Schweden)

## Rekordspieler und -torschützen
→ Siehe auch: Liste der nordirischen Fußballnationalspieler
Rekordspieler
| Platz | Name            | Spiele | Tore | Zeitraum  |
| ----- | --------------- | ------ | ---- | --------- |
| 1     | Steven Davis    | 140    | 13   | 2005–2022 |
| 2     | Pat Jennings    | 119    | 0    | 1964–1986 |
| 3     | Aaron Hughes    | 112    | 1    | 1998–2018 |
| 4     | Jonny Evans     | 107    | 6    | 2006–2024 |
| 5     | David Healy     | 95     | 36   | 2000–2013 |
| 6     | Mal Donaghy     | 91     | 0    | 1980–1994 |
| 7     | Kyle Lafferty   | 89     | 20   | 2006–     |
| 8     | Sammy McIlroy   | 88     | 5    | 1972–1987 |
| 8     | Maik Taylor     | 88     | 0    | 1999–2011 |
| 10    | Keith Gillespie | 86     | 2    | 1995–2008 |

Rekordtorschützen
| Platz | Name              | Tore | Spiele | Zeitraum  |
| ----- | ----------------- | ---- | ------ | --------- |
| 1     | David Healy       | 36   | 95     | 2000–2013 |
| 2     | Kyle Lafferty     | 20   | 89     | 2006–2022 |
| 3     | Colin Clarke      | 13   | 38     | 1986–1993 |
| 3     | Steven Davis      | 13   | 140    | 2005–2022 |
| 3     | Billy Gillespie † | 13   | 25     | 1913–1931 |
| 6     | Gerry Armstrong   | 12   | 63     | 1977–1986 |
| 6     | Iain Dowie        | 12   | 59     | 1990–2000 |
| 6     | Jimmy Quinn       | 12   | 46     | 1985–1996 |
| 6     | Josh Magennis     | 12   | 82     | 2010–     |
| 9     | Joe Bambrick †    | 11   | 11     | 1929–1938 |
| 11    | Johnny Crossan    | 10   | 24     | 1959–1967 |
| 11    | Jimmy McIlroy †   | 10   | 55     | 1951–1965 |
| 11    | Peter McParland   | 10   | 34     | 1954–1962 |

Quelle: eu-football.info; Stand: 25. März 2025

## Trainer
| Amtszeit             | Name          | Spiele    | Bemerkungen                                           |
| -------------------- | ------------- | --------- | ----------------------------------------------------- |
| kein Nationaltrainer | 1882 bis 1951 |           | Auswahl der Spieler erfolgte durch ein Auswahlkomitee |
| Peter Doherty        | 1951 bis 1962 | 51 Spiele | WM-Viertelfinale 1958                                 |
| Bertie Peacock       | 1962 bis 1967 | 28 Spiele |                                                       |
| Billy Bingham        | 1967–1971     | 20 Spiele |                                                       |
| Terry Neill          | 1971–1974     | 20 Spiele |                                                       |
| Dave Clements        | 1975–1976     | 11 Spiele |                                                       |
| Danny Blanchflower   | 1976–1979     | 24 Spiele |                                                       |
| Billy Bingham        | 1980–1993     | 98 Spiele | WM-Zwischenrunde 1982, WM-Vorrunde 1986               |
| Bryan Hamilton       | 1994–1997     | 31 Spiele |                                                       |
| Lawrie McMenemy      | 1998–1999     | 14 Spiele |                                                       |
| Sammy McIlroy        | 2000–2003     | 29 Spiele |                                                       |
| Lawrie Sanchez       | 2004–2007     | 32 Spiele |                                                       |
| Nigel Worthington    | 2007–2011     | 41 Spiele |                                                       |
| Michael O’Neill      | 2011–2020     | 72 Spiele | EM-Achtelfinale 2016                                  |
| Ian Baraclough       | 2020–2022     | 28 Spiele |                                                       |
| Michael O’Neill      | seit 2022     | 22 Spiele |                                                       |

## Spiele gegen Nationalmannschaften deutschsprachiger Länder
Alle Ergebnisse aus nordirischer Sicht.

### Deutschland
- 15.06.1958 in Malmö 2:2 WM-Gruppenspiel
- 26.10.1960 in Belfast 3:4 WM-Qualifikation
- 10.05.1961 in Berlin 1:2 WM-Qualifikation
- 07.05.1966 in Belfast 0:2
- 27.04.1977 in Köln 0:5
- 17.11.1982 in Belfast 1:0 EM-Qualifikation
- 16.11.1983 in Hamburg 1:0 EM-Qualifikation
- 02.06.1992 in Bremen 1:1
- 29.05.1996 in Belfast 1:1
- 09.11.1996 in Nürnberg 1:1 WM-Qualifikation
- 20.08.1997 in Belfast 1:3 WM-Qualifikation
- 27.03.1999 in Belfast 0:3 EM-Qualifikation
- 08.09.1999 in Dortmund 0:4 EM-Qualifikation
- 04.06.2005 in Belfast 1:4
- 21.06.2016 in Paris 0:1 EM-Gruppenspiel
- 11.10.2016 in Hannover 0:2 WM-Qualifikation
- 05.10.2017 in Belfast 1:3 WM-Qualifikation
- 09.09.2019 in Belfast 0:2 EM-Qualifikation
- 19.11.2019 in Frankfurt am Main 1:6 EM-Qualifikation

### Schweiz
- 14.10.1964 in Belfast 1:0 WM-Qualifikation
- 14.11.1964 in Lausanne 1:2 WM-Qualifikation
- 22.04.1998 in Belfast 1:0
- 18.08.2004 in Zürich 0:0
- 09.11.2017 in Belfast 0:1 WM-Qualifikation
- 12.11.2017 in Basel 0:0 WM-Qualifikation
- 08.09.2021 in Belfast 0:0 WM-Qualifikation
- 09.10.2021 in der Schweiz 0:2 WM-Qualifikation
- 21.03.2025 in Belfast 1:1 Freundschaftsspiel

### Österreich
- 01.07.1982 in Madrid 2:2 WM-Zwischenrunde
- 13.10.1982 in Wien 0:2 EM-Qualifikation
- 21.09.1983 in Belfast 3:1 EM-Qualifikation
- 14.11.1990 in Wien 0:0
- 16.10.1991 in Belfast 2:1 EM-Qualifikation
- 12.10.1994 in Wien 2:1 EM-Qualifikation
- 15.11.1995 in Belfast 5:3 EM-Qualifikation
- 13.10.2004 in Belfast 3:3 WM-Qualifikation
- 12.10.2005 in Wien 0:2 WM-Qualifikation
- 12.10.2018 in Wien 0:1 UEFA Nations League
- 18.11.2018 in Belfast 1:2 UEFA Nations League
- 11.10.2020 in Belfast 0:1 UEFA Nations League
- 15.11.2020 in Wien 1:2 UEFA Nations League

### Liechtenstein
- 20.04.1994 in Belfast 4:1 EM-Qualifikation
- 11.10.1995 in Eschen 4:0 EM-Qualifikation
- 27.03.2002 in Vaduz 0:0
- 24.03.2007 in Vaduz 4:1 EM-Qualifikation
- 22.08.2007 in Belfast 3:1 EM-Qualifikation

### Luxemburg
- 23.02.2000 in Luxemburg 3:1
- 11.09.2012 in Belfast 1:1 WM-Qualifikation
- 10.09.2013 in Luxemburg 2:3 WM-Qualifikation
- 05.09.2019 in Belfast 1:0
- 05.09.2024 in Belfast 2:0 UEFA Nations League
- 18.11.2024 in Luxemburg  UEFA Nations League